# Flughafen Eros

i7
i11
i13
Der Flughafen Eros (englisch Eros Airport, offiziell Windhoek (Eros) Airport, IATA-Code: ERS, ICAO-Code: FYWE) ist der nationale Flughafen der namibischen Hauptstadt Windhoek. Am Flughafen Eros befindet sich auch die Hauptstelle der staatlichen namibischen Flugakademie Namibian Aviation Training Academy (NATA).
Der Flughafen Eros wurde 1956/57 erbaut.

## Name
Einigen Quellen nach soll der Flughafen in den 1950er Jahren (möglicherweise bis in die 1960er Jahre hinein) den Namen J. G. Strijdom nach Johannes Gerhardus Strijdom getragen haben. Dieser Name wird in den meisten Quellen, darunter vom Flughafenbetreiber Namibia Airports Company, jedoch für den heutigen (und erst 1985 eröffneten) Hosea Kutako International Airport genannt.

## Luftverkehr
Eros ist der Flughafen mit den meisten Flugbewegungen in Namibia. Er wird vor allem von privaten Piloten bzw. Charterfluggesellschaften mit kleineren Flugzeugen genutzt. Seit dem Flugjahr 2002/2003 bewegen sich die Passagierzahlen am Flughafen zwischen knapp 100.000 (2002/03) und 65.000 (2009/10).
Unter Sichtflugbedingungen kann Eros auch als Ausweichflughafen für den Hosea Kutako International Airport genutzt werden, allerdings können nur Flugzeuge bis zur Größe einer Boeing 737 in Eros landen.
Aufgrund des schlechten Zustandes der Start- und Landebahn hat Air Namibia im Februar 2019 mit der Einstellung des Flugbetriebs von und nach Eros gedroht.

## Fluggesellschaften und Verbindungen
Air Namibia bot bis zur Insolvenz 2021 – meist tägliche – Flüge nach Ondangwa, Mpacha (Katima Mulilo) und Rundu an. Seit Ende Juli 2019 wird auch von hier nach Oranjemund und Lüderitz geflogen. Seit Juli 2019 wird der Flughafen durch FlyNamibia bedient.
Unter anderem Westair Aviation fliegt von Eros im Charterverkehr, Wilderness Air täglich alle Unterkünfte der Betreibergruppe Wilderness Safaris in vielen Landesteilen Namibias an.

## Statistiken
| Jahr | Flugbewegungen | Passagiere |
| ---- | -------------- | ---------- |
| 2003 | 24.501         | 77.667     |
| 2004 | 23.552 ▼       | 74.966 ▼   |
| 2005 | 23.831 ▲       | 68.208 ▼   |
| 2006 | 33.270 ▲       | 74.398 ▲   |
| 2007 | 35.551 ▲       | 80.072 ▲   |
| 2008 | 34.756 ▼       | 80.369 ▲   |
| 2009 | 29.703 ▼       | 65.895 ▼   |
| 2010 | 27.839 ▼       | 63.854 ▼   |
| 2011 | 26.318 ▼       | 74.310 ▲   |
| 2012 | 28.150 ▲       | 90.880 ▲   |
| 2013 | 20.898 ▼       | 80.591 ▼   |
| 2014 | 22.550 ▲       | 79.582 ▼   |
| 2015 | 20.167 ▼       | 75.592 ▼   |
| 2016 | 17.620 ▼       | 75.356 ▼   |
| 2017 | 23.889 ▲       | 86.670 ▲   |
| 2018 | 24.763 ▲       | 95.598 ▲   |
| 2019 | 23.650 ▼       | 99.658 ▲   |
| 2020 | 14.942 ▼       | 57.947 ▼   |
| 2021 | 18.858 ▲       | 46.872 ▼   |
| 2022 | 22.536 ▲       | 75.311 ▲   |
| 2023 | 22.710 ▲       | 81.200 ▲   |

Quelle: Airport Statistics. Namibia Airports Company, Februar 2024.

## Zwischenfälle
- Am 28. Juni 1993 stürzte eine Beech 200 Super King Air der Trans Namibia Aviation kurz nach dem Start vom Flughafen ab. Drei Personen starben.[7]
- Am 29. Januar 2016 stürzte ein zweimotoriges Flugzeug des Typs Cessna 425 (V5-MJW) auf einem Trainingsflug aus ungeklärter Ursache am Flughafen Eros ab. Der verantwortliche Pilot und zwei weitere Piloten kamen ums Leben. Das Flugzeug befand sich im Landeanflug, nachdem es auf dem  Flughafen Eros gestartet war.[8]
- Am 20. April 2016 stürzte Hughes 369D von Fash Helicopters nach dem Start ab. Der Pilot als einzige Person an Bord kam ums Leben.[9]
- Am 3. Mai 2024 stürzte eine Cessna 406 der Westair Aviation (V5-ASB) kurz nach dem Start aufgrund eines Motorproblems im Stadtviertel Windhoek-Pionierspark ab. Alle drei Personen an Bord kamen ums Leben.[10]